# 科洛馬 (加利福尼亞州)
科洛馬（英語：Coloma）是位於美國加利福尼亞州埃爾多拉多縣的一個人口普查指定地區。

## 地理
科洛馬的座標為38°48′09″N 120°53′41″W / 38.80250°N 120.89472°W，而該地最高點為海拔高度233米（即764英尺）。

## 人口
根據2010年美國人口普查的數據，科洛馬的面積為8.690平方千米，當中陸地面積為8.690平方千米，而水域面積為0.000平方千米。當地共有人口529人，而人口密度為每平方千米60人。